# A Essência da Lâmina
A Essência da Lâmina é o quarto livro da série Crónicas de Allaryia, escrita pelo português Filipe Faria. A primeira edição foi lançada em maio de 2005 pela Editorial Presença, na coleção "Via Láctea".